# HEAVENESE
天国民/HEAVENESE（てんごくみん/ヘブニーズ）は牧師でありミュージシャンのMarreと、R&Bシンガーの妻Kumikoを中心に結成された、ジャパニーズ・ゴスペル・バンド。
2020年4月に行われる予定だったライブが中止されそれがきっかけでHeavenese Style (ヘブニーズ・スタイル) がスタートしたといわれ、YouTube他の配信サイトで毎週20時から現在も配信を行なっている。

## 概要
1995年9月10日、阪神・淡路大震災のチャリティーイベントとしてスタートした、先進的ゴスペルイベント「GOSPEL FEST」の為に結成されたのが、活動の始まり。
「天国民」名義になったのは2001年より。
和太鼓グループとのコラボレーションによる、「大和魂」というイベントも毎年夏に開催。和とゴスペルの調和が話題を呼ぶ。
グラミー賞ゴスペル部門９回受賞のアンドレ・クラウチの全面バックアップを受け、サックスプレーヤー、カーク・ウェイラムやシーラ・Eとも共演を果たす。
2011年、東日本大震災復興支援活動として初の米国西海岸ツアー。大反響を呼び、2012年（西海岸、カンザス）、2013年（カンザス、東海岸）と毎年ツアーを重ねる。
2012年より名義を「HEAVENESE」に変更、カタカナ表記は「ヘヴニーズ」。
2012年10月、シーラ・Eが主催するStilettoflats Musicより米国デビュー。グラミー賞8回受賞のゴスペルレジェンド故アンドレ・クラウチがプロデュースを手掛けた唯一の日本人グループ。日米のみならず、中東のエルサレムやドバイ、アフリカはエチオピアの世界遺産聖地「ラリベラ」で世界初の公演を行なうなど、音楽外交使節団として活躍。
また、アフリカの北朝鮮と言われる独裁国家エリトリア政府からも招待され、エチオピア・エリトリア国境紛争解決の架け橋として和平に貢献した。国内においては、エンターテインメントなのに教育的効果があるライブを展開する唯一無二のエデュテーメント（教育+娯楽）一座。
2020年4月5日、Heavenese Styleの記念すべき第１回が配信される。
2022年、Heavenese Styleの公式ホームページが出来る。
2023年6月27日、公式ページのトップ画像が更新される
2025年4月6日、Heavenese Styleが5周年を迎えた。
第261回まで1週も休む事なく配信している。

## ディスコグラフィー
「天国民」名義
- 1st Single 「大切なひとよ/The Lord's Prayer」(2010)
- 2nd Single「LIFT / Tell Everybody」(2010)

「HEAVENESE」名義
- Mini Album「Silk Road」(2012)
- 米国盤「Silk Road」(2012)
- ライヴDVD「大江戸音楽開港」(2013)
- 生まれる前にいた場所へ（2015）
- Samurai BRIDGE（2015）
- ベストアルバム「PAST INTO FUTURE」(2022)

※PAST INTO FUTUREは2023年1月15日にオンライン配信
主なレコーディング参加アーティスト
- Andrae Crouch、Seila E、Kirk Whalum、Kenneth Crouch、Linda McCrary、Tata Vega

## ミュージックビデオ
- Glory(2015)
- もののふの義(2017)
- Together(2018)
- 令和の唄(2019)
- The Blessing(2020)
- 月ふる夜(2021)
- Innocent Man(2023)
- 大切な人よ(2024)

## 今までのライブ
1995年

9月10日、GOSPEL FEST

2011年

東日本大震災復興支援活動野外ライブ

5月31日、横浜セントラルタウンフェスティバル"Y155"

2012年

3月1日、End of Biginning in Shibuya O-EAST

2014年

6月28日、第3回　日本麻フェスティバル　in 栃木　

7月30日、2014 HEAVENESE ~ From the east unto the west ~

8月23〜25日、にっぽんだぁいすき展～GTFグレイタートウキョウフェスティバル～HEAVENESEイスラエルツアー〜

10月20日、エルサレムFIRST STATION「JAPAN WEEK」開会式

10月22日、ハイファTIKOTINミュージアム

10月23日、エルサレム市内学校公演

10月24日、ルサレムFIRST STATION「Japan Culture Week」

10月25日、エルサレムFIRST STATION「Japan Culture Week」

2015年

2014-2015 HEAVENESE ROAD TO THE CITY OF PEACE

2月11日、HEAVENESE BRIDGE建国記念日SP＠羽田空港

3月14日、HEAVENESE 奉納演奏 増上寺　@てらこや創造プロジェクト～ エルサレム公演凱旋記念日本縦断ツアー ～

12月15日、名古屋ボトムライン

12月16日、静岡グランシップ「家康公四百年祭キックオフイベント」

12月18日、赤坂BLITZ

1月19日、大阪BIG CAT

7月5日、グラミー賞に9度輝いたゴスペル伝説の男アンドレ・クラウチ追悼日本公演決定!!　Andraé Crouch Tribute chapter1「THE BRIDGE ～ 明日への架け橋 ～」

8月、戦後70年BRIDGE3部作

8月15日、品川プリンスホテル クラブeX

8月26日、『八芳園「にっぽんだぁいすき展」』

2017年

1月20日、KYODO TOKYO Special Showcase ~ style-3! HEAVENESE

10月29日〜11月10日、国際交流基金支援事業エチオピアの奇跡

2018年

9月11日、SYMBORISE ADVENTURE ROAD TO - 奉祝祭 2019（Celebrate Year 2019 ) -"新元号"がもたらすイノベーション

9月21日、HEAVENESEドバイ公演 - ドバイ日本文化交流イベント Japanism Sensation

10月31日、HEAVENESEスペシャルLIVE

12月22日、神田明神文化交流館　こけら落とし公演

2019年

5月17日〜26日、感動のエリトリア遠征

2021年

7月17日、新座快適みらい都市 第6回大江戸新座祭り新座市制50周年記念イベント＠新座市民会館

2022年

９月11日、（株）レインボー創業30周年チャリティー公演

### サンデーナイトサービス
かつてKICK BACK CAFEにて日曜日の夜に毎週開催されていたイベント（会場：18:00 / 開始：19:00〜）

当時、天国民はじめとする数組のミュージシャンが出演し、明日からも１週間頑張ろうをテーマにしていた。

※現在イベントは開催されていません。

### House of Praise
かつて毎週水曜、KICK BACK CAFEにて、ゴスペルライブ＆バイブルトークが開催されていた。

※現在イベントは開催されていません。

### エチオピア日本文化交流プロジェクト
HEAVENESE live in Ethiopia- From the Rising of the Sun -

2017年

11月3日、Cultural Exchange with local students in Addis Ababa

11月4日、 National Theater in Addis Ababa

11月8日、 the square in Lalibela

### BRIDGE
8月29日、名古屋ブルーノート HEAVENESE BRIDGE

8月30日、京都　BRIDGE HEAVENESE BRIDGE the 70th Trilogy Japan

HEAVENESE 初 ４日連続６公演開催、

2015年

11月26日～29日

3月15日、京都三条河原町クラブ「HEAVENESE BRIDGE KYOTO」

4月29日、HEAVENESE BRIDGE 昭和の日SP＠羽田空港「Be a real Japanese!」

2016年

2月11日、HEAVENESE BRIDGE建国記念日SP＠羽田空港「Be a real Japanese!」

5月21日、9月10日、11月19日　

12月24日、Christmas SP「クリスマスの真実」

2017年

3月25日

6月17日、2017 HEAVENESE BRIDGE SP＠羽田空港

8月15日、HEAVENESE BRIDGE終戦記念日SP

9月16日、2017 HEAVENESE BRIDGE SP＠羽田空港

12月16日、2017 HEAVENESE BRIDGE SP＠羽田空港

2018年

2月17日、2018 HEAVENESE BRIDGE@羽田空港

5月22日、2018 HEAVENESE BRIDGE@赤坂

8月15日、2018 HEAVENESE BRIDGE 終戦記念日SP@赤坂

10月19日、2018 HEAVENESE BRIDGE@赤坂

2019年

2月20日、2019 HEAVENESE BRIDGE@マイナビBLITZ赤坂

4月13日、2019 HEAVENESE BRIDGE@日本橋三井ホール

7月12日、2019 HEAVENESE BRIDGE@Zepp DiverCity

10月3日、2019 HEAVENESE BRIDGE@大阪なんばHatch

10月5日、2019 HEAVENESE BRIDGE@福岡　電気ビル　みらいホール

10月20日、2019 HEAVENESE BRIDGE@ともいき劇場　伊勢（音無山） 忍者キングダム内

11月22日、2019 HEAVENESE BRIDGE@日本橋三井ホール

2020年

8月16日、2020 HEAVENESE BRIDGE@日本橋三井ホール

11月2日、HEAVENESE BRIDGE@日本橋三井ホール「FAKE WORLD」

2021年

7月2日、HEAVENESE BRIDGE@日本橋三井ホール「見えるという者の愚行」

### Freedom Fight
2021年

10月29日、Heavenese Style SP「Freedom Fight」in  日本橋三井ホール

2022年

1月30日、Heavenese Style SP「Freedom Fight 2」in  日本橋三井ホール

5月26日、Heavenese Style SP「Freedom Fight 3 」in 豊洲Pit

9月2日、Heavenese Style SP「Freedom Fight 4」in クールジャパン大阪

11月12日、Heavenese Style SP「Freedom Fight 5」in  江戸川区総合文化センター

2023年

3月6日、Heavenese Style SP「Freedom Fight 6」in 日本青年館

6月3日、神宮「御萱地」造成80周年記念事業 HEAVENESE FREEDOM FIGHT 7

in シンフォニアテクノロジー響ホール伊勢（伊勢市観光文化会館）

10月26日、Heavenese Style SP「Freedom Fight 8」in Zepp ダイバーシティー 東京

2024年

1月27日、HEAVENESE Style SP「FREEDOM FIGHT-9」東京大空襲80周年- in 調布市グリーンホール

4月27日、HEAVENESE Style SP「FREEDOM FIGHT 10」  キャナルシティー劇場

9月4日、 HEAVENESE Style SP「FREEDOM FIGHT 11」  @北とぴあ　さくらホール

2025年

2月13日、Heavenese Style SP「Freedom Fight 12」in Zepp ダイバーシティー 東京

### 今後予定されているイベント
※タイトルは変わる可能性がありますのであらかじめご了承ください。

2025年

7月17日、Heavenese Style SP「Freedom Fight 13」in COOL JAPAN PARK OSAKA 

### 延期・中止されたライブ
japanesque、JAPANESE MUSIC CULTURE & FOODS FES 2017

2020 HEAVENESE BRIDGE@日本橋三井ホール